# Yenimahalle, Marmara
Yenimahalle là một xã thuộc huyện Marmara, tỉnh Balıkesir, Thổ Nhĩ Kỳ.